# Dokleati
Dokleati (latinsko Docleatae) so bili bojevito ilirsko hribovsko pleme, ki je živelo na področju današnje Črne gore.
Dokleate omenjata že Plinij in Ptolemaj. Živeli so okrog mesta Doclea in spadali po rimski zasedbi, ki se je verjetno zgodila leta 168 pr. n. št. v sodno okrožje mesta Narona.